# La ragazza del punk innamorato
La ragazza del punk innamorato (How to Talk to Girls at Parties) è un film del 2017 diretto da John Cameron Mitchell.
La pellicola, con protagonisti Elle Fanning, Alex Sharp, Nicole Kidman, Ruth Wilson e Matt Lucas, è l'adattamento cinematografico del racconto Come parlare con le ragazze alle feste scritto da Neil Gaiman.

## Trama
Un'aliena, in tour nella galassia, si allontana dal suo gruppo e incontra due giovani abitanti del luogo più pericoloso dell'universo, il sobborgo londinese di Croydon.

## Distribuzione
Il film è stato presentato in anteprima e fuori concorso alla 70ª edizione del Festival di Cannes il 21 maggio 2017.

## Riconoscimenti
- 2017 - Festival di Cannes
  - In competizione per la Queer Palm